# Ernest Weill
Pour les articles homonymes, voir Weill.
Ernest Weill est un rabbin français né le 25 octobre 1865 à Réguisheim et mort le 2 avril 1947 à Aix-les-Bains.
Il est un des premiers juifs alsaciens à fréquenter le Séminaire rabbinique Hildesheimer à  Berlin. Il obtient son premier poste rabbinique à  Fegersheim en  1891. Six ans plus tard il est nommé à Bouxwiller. Avec le retour des « provinces perdues » à la France, le Consistoire du Haut-Rhin le choisit comme rabbin, il était à l'époque l'un des rares rabbins maîtrisant la langue française. En 1933, le Grand Rabbin Weill avait fondé la première Yechiva de France depuis l’époque napoléonienne, à Neudorf-Strasbourg. Le Grand Rabbin Weill et le rabbin Moche Leybel ont créé la Yechiva d'Aix-les-Bains en 1945. Il devient ensuite rabbin d'Aix-les-Bains de 1945 à 1947 puis de Colmar où il refusera d'être inhumé. Il est enterré à Strasbourg, aux côtés de son épouse, dans le cimetière de la synagogue orthodoxe non-consistoriale, Communauté Etz Haïm (anciennement rue Kagueneck).

## Éléments biographiques
Ernest Weill a deux fils, Élie Weill et Joseph Weill, et deux filles, Sarah et Lucie.

## Œuvres
- Ernest Weill, Choul'hâne Aroukh abrégé, Strasbourg, Les Amis de la Tradition juive, 1948